# Rolf Hochhuth

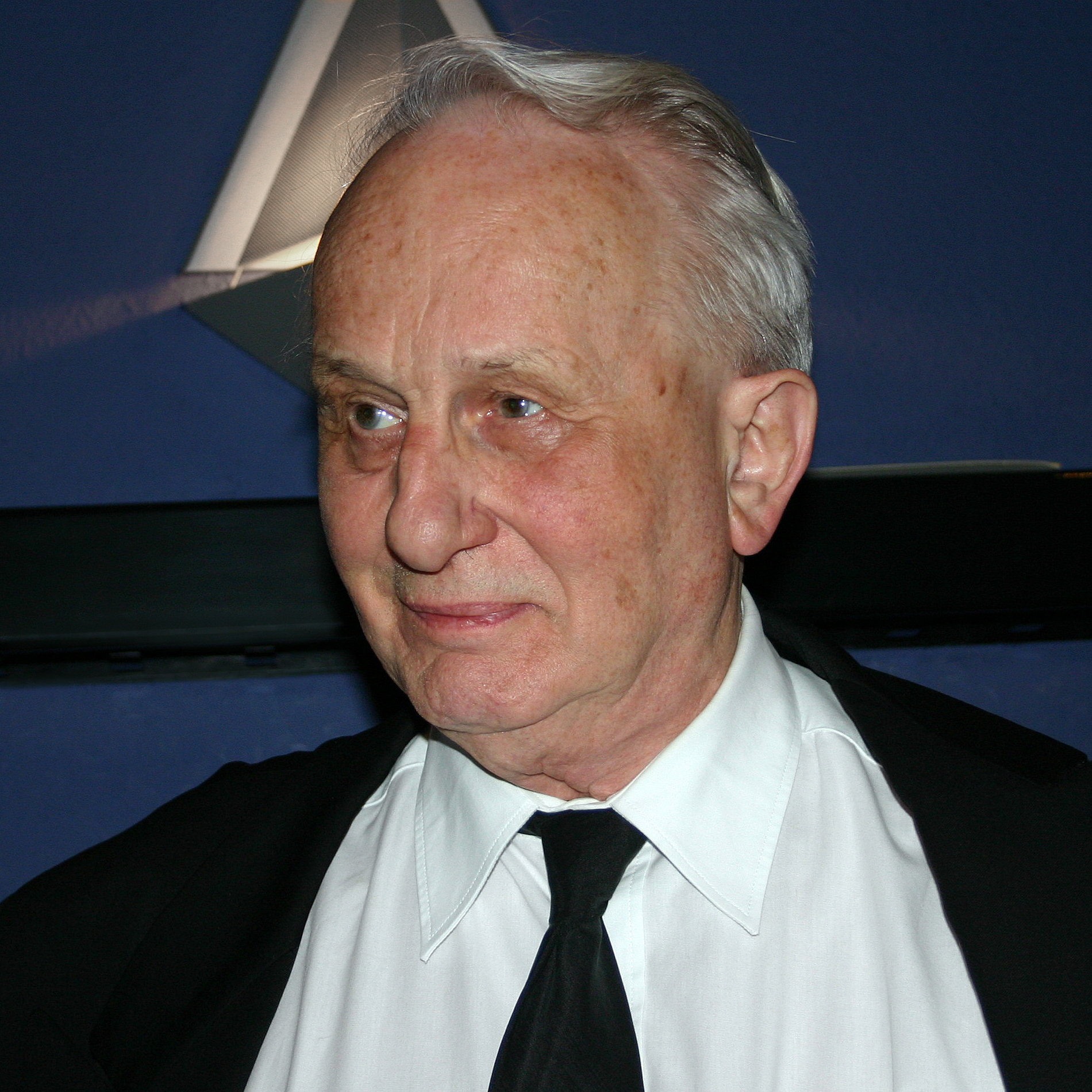
Rolf Hochhuth, 2005.

Rolf Hochhuth (Eschwege, 1 april 1931 - Berlijn, 13 mei 2020) was een Duits auteur die voornamelijk bekend is door zijn controversiële toneelstuk Der Stellvertreter (in het Nederlands De plaatsbekleder).
Hij was aanvankelijk boekverkoper, daarna lector bij een uitgeverij. In 1963 kreeg hij plotseling internationale bekendheid door Der Stellvertreter, een toneelstuk dat gericht was tegen de persoon van Paus Pius XII en met name tegen diens beleid ten tijde van de Jodenvervolgingen door de nationaalsocialisten. Het stuk veroorzaakte hevige reacties en had een stroom van publicaties tot gevolg.

## Der Stellvertreter

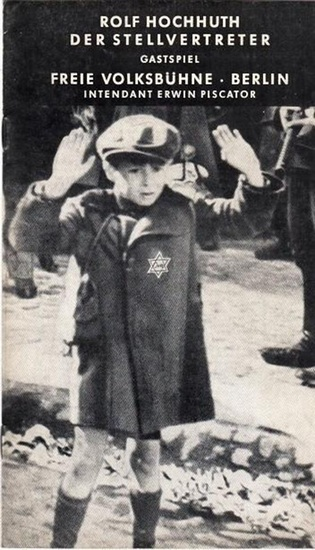
Der Stellvertreter (programmaboekje, 1963)

De titel Der Stellvertreter verwijst naar de paus, in casu Pius XII, als plaatsbekleder van Christus op aarde.

### Situering
Het toneelstuk gaat over het in veler ogen controversiële gedrag van de rooms-katholieke kerkleiding, met name Paus Pius XII (de voormalige Italiaanse kardinaal Eugenio Pacelli), in de periode 1939-1945. Het toneelstuk werd opgevoerd in verschillende Europese hoofdsteden, maar mocht niet opgevoerd worden in Israël, omdat de Joden niet accepteerden dat "hun paus", die de nazi's uitgescholden hadden als "Papst der Juden", beledigd werd. Talrijke Joodse verenigingen hadden jegens Pius XII immers hun grote dankbaarheid uitgesproken voor het redden van naar schatting 600.000, sommigen menen zelfs 860.000, Joodse levens.

### Inhoud
In het kort komt het - historisch omstreden - toneelstuk erop neer dat de (op dat moment nog in alle hevigheid voortdurende) moord op de Joden in de concentratiekampen onder de aandacht van de paus wordt gebracht en dat hij weigert om er openlijk dan wel via diplomatieke kanalen tegen te protesteren, dit met als voornaamste argument, dat hij de onpartijdige rol van de R.K. kerk niet in gevaar wil brengen door een van de oorlogvoerende partijen in de Tweede Wereldoorlog af te vallen.

## Soldaten, necrologie uitGenève
Hochhuth publiceerde in 1967 een tweede toneelstuk met als titel Soldaten, necrologie uit Genève; dit was eveneens een historische tragedie. Ook dit stuk speelt in de Tweede Wereldoorlog en gaat over Winston Churchill en de Poolse generaal Sikorski. In Hochhuths visie wordt de laatste in opdracht van Winston Churchill vermoord, en is Churchill ook hoofdverantwoordelijke voor de zinloze bombardementen op grote Duitse steden, die vooral de burgerbevolking troffen. Ook dit tweede werk veroorzaakte opschudding en de opvoering ervan werd in Engeland verboden.